# Honskirch
Honskirch è un comune francese di 222 abitanti situato nel dipartimento della Mosella nella regione del Grand Est.

## Storia
Nel XVI secolo, il villaggio di Honskirch cadde sotto la signoria di Fénétrange. Il villaggio successivamente venne completamente distrutto durante la Guerra dei trent'anni. Nel 1720 Honskirch fu dichiarata parrocchia indipendente.

## Società

### Evoluzione demografica
Abitanti censiti